# Pavel banja
Pavel banja (búlgaro:Павел баня) é uma cidade da Bulgária, localizada no distrito de Stara Zagora. A sua população era de 2,918 habitantes segundo o censo de 2010.

## População
| Pavel banja | Pavel banja | Pavel banja | Pavel banja | Pavel banja | Pavel banja | Pavel banja | Pavel banja | Pavel banja | Pavel banja | Pavel banja | Pavel banja | Pavel banja | Pavel banja | Pavel banja | Pavel banja | Pavel banja | Pavel banja | Pavel banja | Pavel banja |
| --- | ----------- | ----------- | ----------- | ----------- | ----------- | ----------- | ----------- | ----------- | ----------- | ----------- | ----------- | ----------- | ----------- | ----------- | ----------- | ----------- | ----------- | ----------- | ----------- |
| Ano | 1887        | 1910        | 1934        | 1946        | 1956        | 1965        | 1975        | 1985        | 1992        | 2001        | 2002        | 2003        | 2004        | 2005        | 2006        | 2007        | 2008        | 2009        | 2010        |
| População |             |             |             | …           | …           | …           | …           | 3,318       | 3,202       | 3,077       | 3,034       | 2,970       | 2,929       | 2,912       | 2,938       | 2,933       | 2,944       | 2,929       | 2,918       |
| Fontes: Instituto Nacional de Estatísticas, „citypopulation.de“, „pop-stat.mashke.org“, Bulgarian Academy of Sciences |             |             |             |             |             |             |             |             |             |             |             |             |             |             |             |             |             |             |             |